# Gehl Company
Gehl Company er en amerikansk producent af kompaktmateriel med hovedkvarter i West Bend, Wisconsin. De producerer bl.a. minilæssere, bobcats og teleskoplæssere. Gehl Company har siden 2008 været en del af Manitou Group.